# Vuelo 2708 de Korean Air
El vuelo 2708 de Korean Air fue un vuelo internacional programado. El 27 de mayo de 2016, el Boeing 777-300 que operaba el vuelodesde el Aeropuerto Internacional de Haneda en Tokio hasta el Aeropuerto Internacional de Gimpo en Seúl, aceleraba para despegar cuando su motor izquierdo sufrió una falla incontrolable y se produjo un incendio considerable. La tripulación abortó el despegue y, tras detenerse la aeronave, los servicios de emergencia del aeropuerto extinguieron el incendio. Los 319 pasajeros y la tripulación fueron evacuados; 12 ocupantes sufrieron heridas leves.El accidente se atribuyó a malos estándares de mantenimiento y a que la tripulación no llevó a cabo correctamente los procedimientos de emergencia.

## Aeronave y tripulación

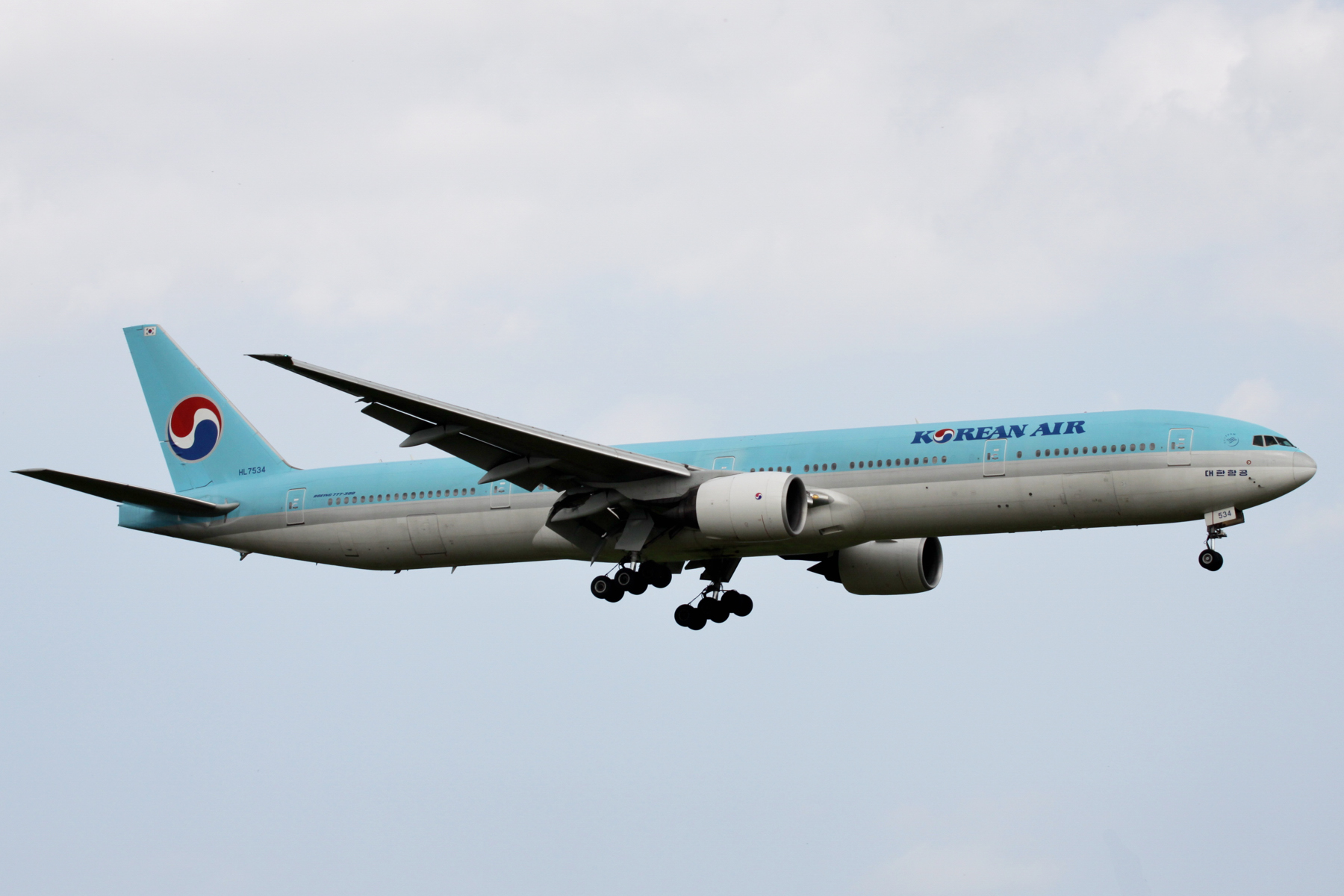
HL7534, la aeronave involucrada, vista y fotografiada en 2009.

El avión que operó el vuelo 2708 fue un Boeing 777-3B5 equipado con dos motores Pratt & Whitney PW4000, matriculado HL7534, número de serie 27950. El Boeing 777 número 120 producido, voló por primera vez el 4 de febrero de 1998 y fue entregado nuevo a Korean Air el 28 de diciembre de 1999.
El capitán, de 49 años, había registrado un total de 10.410 horas de vuelo, incluidas 3.205 horas en el Boeing 777. El primer oficial, de 41 años, tenía 5.788 horas, 2.531 de ellas en el Boeing 777.: 10–11 

## Accidente
Mientras la aeronave despegaba de la pista 34R del Aeropuerto Internacional de Haneda en Tokio, los pilotos oyeron un fuerte estallido a la izquierda. Los pilotos abortaron el despegue y la aeronave se detuvo, tras lo cual se inició la evacuación. Todos los ocupantes escaparon, pero 12 resultaron con heridas leves y fueron trasladados a un hospital cercano al aeropuerto. Los vuelos entrantes fueron desviados al Aeropuerto Internacional de Narita, en Tokio, y al Aeropuerto Internacional de Kansai, en Osaka. Los bomberos del aeropuerto extinguieron rápidamente el incendio.Según los informes, el avión recorrió 700 metros por la pista antes de detenerse, con partes del motor esparcidas a 600 metros del punto en el que el avión comenzó a acelerar y marcas de neumáticos a 700 metros de ese punto.

## Afectados
Debido al incidente, las cuatro pistas del Aeropuerto Internacional de Haneda fueron cerradas, afectando a un total de al menos 36.000 pasajeros. Entre los afectados se encontraba Toshinao Nakagawa, quien debía asistir al discurso del presidente estadounidense Barack Obama en el Museo Memorial de la Paz de Hiroshima como funcionario electo de la Prefectura de Hiroshima. Nakagawa no pudo viajar debido a la cancelación de su vuelo a causa del accidente.

## Investigación
La Junta de Seguridad en el Transporte de Japón (JTSB), la Junta de Investigación de Accidentes de Aviación y Ferrocarril de Corea del Sur (ARAIB) y la Junta Nacional de Seguridad en el Transporte de Estados Unidos (NTSB) investigaron el accidente con la asistencia de expertos de Corea del Sur y Estados Unidos. El 30 de mayo de 2016, los investigadores revelaron que los álabes de la turbina de baja presión del motor Pratt & Whitney PW4090 izquierdo (número uno) se habían destrozado, con fragmentos que perforaron la cubierta del motor, y posteriormente se encontraron fragmentos en la pista. Los álabes de la turbina de alta presión y el compresor de alta presión del motor estaban intactos y sin anomalías, y los investigadores no encontraron evidencia de impacto con aves.
El avión fue reparado y volvió a servicio con Korean Air el 3 de junio de 2016.

### Informe final
El informe final de investigación de la JTSB, publicado el 26 de julio de 2018, analizó numerosos problemas relacionados con la falla y la respuesta de la tripulación y los pasajeros. Estos incluyeron estándares de mantenimiento deficientes que pasaron por alto una grieta creciente en el disco de la turbina LP del motor, causada por fatiga del metal y que finalmente falló; la falta de localización por parte de la tripulación de la lista de procedimientos de emergencia para tal emergencia; el inicio de la evacuación de la aeronave con los motores aún en marcha, lo que implicaba el riesgo de que los pasajeros fueran arrastrados por el viento; y la omisión de las instrucciones de los pasajeros de dejar el equipaje al usar las rampas de evacuación, con el riesgo de perforarlas.Como resultado del incendio, la FAA emitió una Directiva de Aeronavegabilidad que ordena la inspección de los motores del tipo involucrado en el incendio para evaluar el estado de los componentes que fallaron en el vuelo 2708.: 56 